# Јудита од Бабенберга
Јудита (Јута; око 1115/1120 - после 1168) је била маркиза од Монферата из династије Бабенберг од 1135. године до своје смрти, као супруга Вилијама V од Монферата. Била је мајка јерусалимског краља Конрада и солунског краља Бонифација.

## Биографија
Била је ћерка аустријског маркгрофа Леополда III (1073–1136), из његовог другог брака са Агнесом (1072–1143), једином ћерком салијског цара Хенрика IV. Такође је била нећака цара Хенрика V, а према хроници Отона Фрајзиншког имала је и старију браћу. Краљ Конрад III је био њен полубрат из првог брака њене мајке са Фридрихом Швапским из династије Хоенштауфен; Фридрих Барбароса је био њен нећак. Захваљујући свом првом браку, Леополд се ородио са царском породицом. Тако је 1125. године био један од кандидата за светоримског цара. Јудита се око 1133. године удала за Вилијама V, маркиза од Монферата из династије Алемаричи. Са њим је имала најмање осморо деце. Алемаричи су били и једна од главних породица у Трећем и Четвртом крсташком рату. Вилијам је пратио свог нећака Луја VII Француског у Другом крсташком рату. Од Јудитиних петорице синова, четворица су постала важне личности у Јерусалимској краљевини и Византијском царству:
- Вилијам Дуги Мач (умро 1177), гроф Јафе и Аскалона и отац Балдуина V Јерусалимског.
- Конрад од Монферата (умро 1192), јерусалимски краљ.
- Бонифације од Монферата (умро 1207), маркиз од Монферата и оснивач Солунске краљевине.
- Фридрих од Монферата, бискуп Албе.
- Рајнеро од Монферата (умро 1183), ожењен Маријом, ћерком Манојла Комнина.
- Агнеса од Монферата (1202), удата за грофа Гвида III од Модиљана.
- Аделазија од Монферата (умрла 1232), удата за Манфреда II од Салуца.
- ћерка непознатог имена удата за Алберта од Маласпине.